# Dibujo artístico

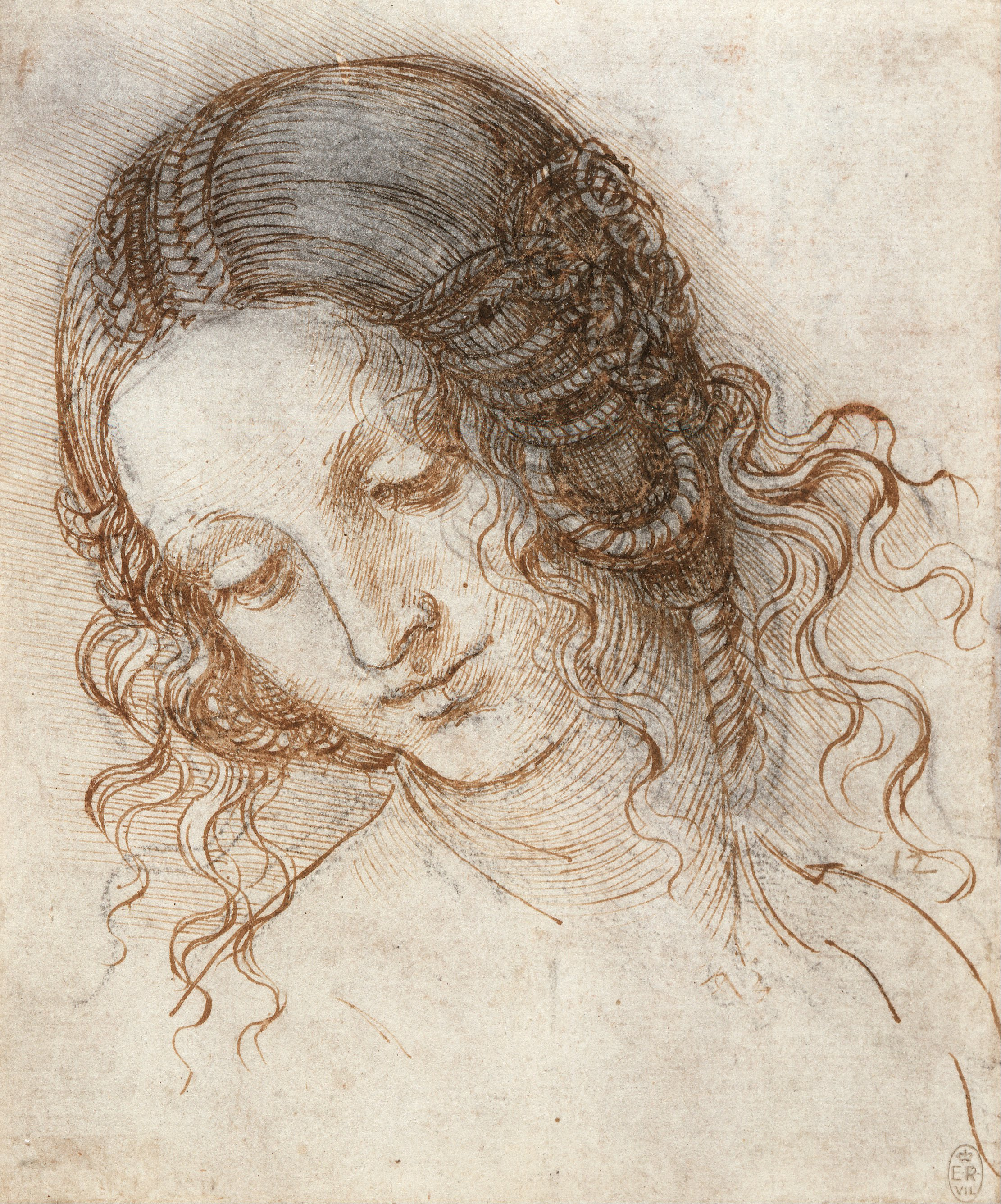
Cabeza de Leda, de Leonardo (c. 1505.

El dibujo artístico es la disciplina del trazado y delineado de cualquier figura, abstracta o que represente un objeto real, como forma de expresión gráfica. Desde la Prehistoria ha funcionado como lenguaje alternativo de ámbito universal que permite la transmisión de información, sean ideas, descripciones o sentimientos. En el proceso de dibujo de un objeto, y según van surgiendo las ideas, es fundamental ir trasladando los frutos de nuestra imaginación a formas cada vez más concretas, claras y elaboradas. Para eso, el dibujo técnico resulta de gran utilidad.
Los primeros dibujos de un objeto se realizan siempre a mano alzada, es decir, sin emplear útiles de dibujo técnico tales como reglas, escuadras, transportadores, compás, etc.,...  A partir de estas primeras aproximaciones se elaboran uno o varios bocetos. A medida que estos bocetos van adquiriendo concreción, proporción y dimensiones, se dibujarán los croquis.
Una vez que la idea está definida hasta el más mínimo detalle, es el momento de trasladarla al papel de manera que pueda ser comprendida, interpretada y, en ocasiones, construida. Utilizamos para ello los sistemas de representación que nos permiten dibujar los objetos por medio de proyecciones.

## Conceptos de dibujo
- Dibujante: Es aquel que tiene un propósito estético, el de transmitir una idea o sentimiento surgido de la subjetividad del autor.
- Dibujo: Es una representación gráfica de lo que se ve, percibe, recuerda o se imagina.
- Dibujo lineal: Es la representación de algo ya sea real o imaginario con distintas técnicas para plasmarlo. La característica principal es que se realiza con trazos o un delineado, no tiene color ni valoración tonal, es decir no está "sombreado". El dibujo lineal podría ser muy sugerido o bien detallado, pero no posee efecto de volumen.
- Psicología del dibujo artístico: El artístico dibuja lo que no puede expresar con palabras: "tele transporta su imaginación y pensamientos" a un lienzo que puede ser de papel u otro material. Todos los trazos hechos sobre el lienzo, en conjunto representan la idea del dibujante, la cual alcanza bastante aceptación si todo el delineado fue trazado con técnica, soltura y originalidad. Dicho delineado implica el saber manejar tanto el instrumento de trazo con que se está trabajando, como los trazos que se pretenden realizar, pues un buen dibujo se caracteriza por sus trazos seguros y sueltos. No existe un procedimiento establecido para aprender a dibujar, cada dibujante perfecciona su dibujo a su forma de pensar, pero el arte del dibujo a mano alzada solo se consigue con práctica y dedicación.

Dentro del campo del dibujo artístico, algunos críticos se dividen en dos grupos: aquellos que solo copian un dibujo o modelo ya existente, los cuales hacen uso de su capacidad de observación y motricidad para copiar la imagen tal cual es; y aquellos que dibujan a partir de su capacidad imaginativa y creadora, los cuales desarrollan una alta relación entre cerebro-mano para poder plasmar las imágenes que conciben. Este último grupo es considerado como el de los verdaderos dibujantes, ya que abarcan famosos personajes de la historia y a aquellos que crean famosos personajes animados, mundos irreales, paisajes y seres de fantasía e incluso artefactos que podrían ser útiles en la vida real, aunque también son los más criticados y señalados a diferencia del primer grupo que es bien aceptado, sobre todo a aquellos dedicados al dibujo del retrato y paisajista.
Entre los elementos básicos de un dibujante artístico pueden citarse los que componen el siguiente proceso:
1. Apunte. Es el dibujo rápido que se usa para captar y recordar las características de lo que se va a dibujar. Es útil cuando se dibujan en exteriores o figuras en movimiento.
2. Boceto. Es la prueba del dibujo en un papel aparte. Sirve para ayudar a decidir el encuadre, la composición, qué elementos se incluyen…
3. Encajado. Son las líneas generales que se trazan en el papel definitivo (se tapan o borran después) que sirven como base del dibujo.
4. Línea. Es el dibujo de los contornos. Se dibuja primero lo más general y después el detalle.
5. Valorización. Para conseguir más realismo y volumen, se sombrean las zonas más oscuras. Las zonas de luz se pueden aclarar borrando o usando un lápiz de color blanco o similar.
6. Color. Un dibujo puede llevar color, en especial si está destinado a ser una ilustración (dibujo que acompaña a un texto en libros, carteles, etc.). El color se puede aplicar con varias técnicas: acuarela, tinta, lápiz de color, ordenador ... El color puede ser plano (homogéneo) o con textura (apariencia irregular que se puede conseguir con el material, el papel, la técnica,)[4]
7. Correcciones. Los errores se pueden corregir, borrando, cubriendo una zona del dibujo con pintura o un trozo de papel y dibujando sobre él, o escaneando el dibujo y modificándolo en un programa de retoque fotográfico (ej.: Photoshop). Con estos programas de retoque se pueden eliminar, añadir o resaltar cosas, mejorar contrastes y colores.
8. Dibujo a mano alzada. Es decir, realizado sobre la marcha, sin correcciones, por viajeros, exploradores, científicos. A este tipo de dibujos se les conoce como cuadernos de campo, de los que ya fueron maestros Leonardo da Vinci o Alberto Durero, o en épocas más recientes, Wilhelm Filchner o Julio Caro Baroja.
9. Proporción. La proporción en el dibujo es muy importante, ya que dará al objeto representado la armonía necesaria al relacionar todos los elementos. Un consejo útil y práctico al momento de realizar el encuadre del dibujo, es colocarlo frente a un espejo, de esta manera se descubrirá si la obra se encuentra bien proporcionada y si guarda la simetría; esto es muy útil en especial con los dibujos del rostro y en retratos. En ocasiones nuestro ojo suele "engañarnos" al momento de dibujar y resulta que al terminar un trabajo, desde nuestra mirada puede parecernos correcto y bien encajado, más al colocarlo frente al espejo se descubren errores de proporción y, es conveniente no olvidar que es así como lo verá el espectador. Esto se corrige con la práctica constante y recordando que es muy importante la observación para que podamos relacionar todos los elementos del objeto a dibujar y lograr así una representación correcta. Otras formas de evaluar es colocarlo al revés, mirarlo a contraluz por el reverso de la hoja o colocar la hoja un poco más abajo para cambiar la perspectiva al mirarla.

### Instrumentos, técnica y materiales
- lápices, papel, pluma(plumín, plumilla, etc...)
- palotes y garabatos
- figura historieta geométricas
- texturas
- claroscuro
- distancia y posición
- perspectiva
- escala
- proporción
- volumen
- encuadre
- contraste
- armonía y unidad
- objetos y detalles
- cuadros sencillos
- objetos arquitectónicos
- pintura del paisaje
- efectos especiales
- animación e historieta
- antropometría
- manos y pies
- escenas
- teoría del color